# Стори, Сара
Дама Сара Джоанн Стори (англ. Dame Sarah Joanne Storey, в девичестве — Бэ́йли (англ. Bailey); род. 26 октября 1977 года) — британская велогонщица и пловчиха. Дама-командор ордена Британской империи. По результатам соревнований в сентябре 2021 года, Сара Стори стала самой титулованной паралимпийской спортсменкой в Британии.

## Биография
Сара Джоанн Стори (девичья фамилия Бэйли) родилась 26 октября 1977 года с дисфункцией левой руки  (родовая травма)  и впоследствии стала многократной чемпионкой Паралимпийских игр. По состоянию на декабрь 2012 года Сара проживает вместе со своей семьёй в Большом Манчестере (Англия, Великобритания). Королева Елизавета II наградила Сару Стори в 2013 году рыцарским орденом «Дама-командор ордена Британской империи».

## Карьера
Сара начала свою карьеру как пловец-паралимпиец, завоевала две золотых, три серебряных и одну бронзовую медали на Паралимпийских играх в Барселоне в 1992 году в 14 лет. Стори продолжила заниматься плаванием в течение следующих трёх Паралимпийских игр до того, как стать велогонщицей в 2005 году. В качестве велогонщицы она выиграла две золотые медали на Паралимпийских играх в Пекине (2008) и четыре на Паралимпийских играх в Лондоне (2012). Выиграв золото в сентябре 2021 года на играх в Токио на велотреке, Стори завоевала больше всех медалей среди паралимпийцев в Британии, всего 28 медалей, из которых — 17 золотых.

## Личная жизнь
С 2007 года Сара замужем за пилотом Барни Стори. У супругов есть дочь — Луиза Мари Стори (род. 27.06.2013).

## Награды
- 1998 — член ордена Британской империи (MBE)
- 2009 — офицер ордена Британской империи (OBE)
- 2013 — Дама-Командор ордена Британской империи (DBE) с правом носить титул «Дама»